# Giuseppe Mazzini
Giuseppe Mazzini (Genova, 1805. június 22. – Pisa, 1872. március 10.) olasz filozófus, politikus, szabadságharcos és forradalmár, 1831-ben megalapítja az Ifjú Olaszország (Giovine Italia) nevű mozgalmat. Jelentős szerepe volt a risorgimento (magyarul „újjászerveződés”) megteremtésében, de a republikánus Mazzini nem tudott azonosulni a monarchikus berendezkedéssel, melyet II. Viktor Emánuel, a Szárd–Piemonti király képviselt, így a parlamenti munkában sem vett részt és élete végéig az Olasz Királyság ellenlábasa volt.

## Tanulmányai és első kapcsolata titkos társaságokkal

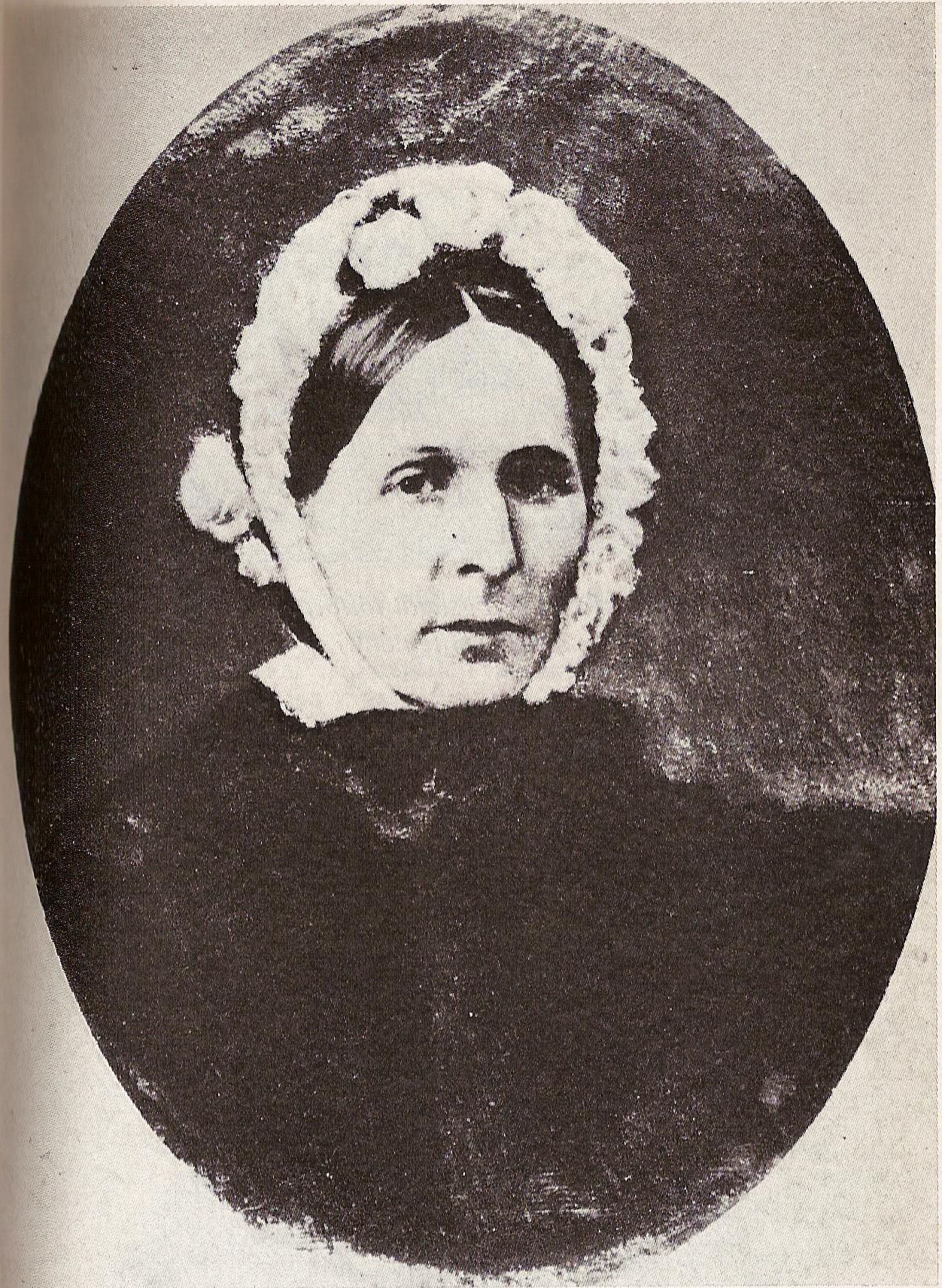
Mazzini anyja (Maria Giacinta Drago Mazzini)

Mazzini orvos gyermekeként jött a világra, korán mutatkoztak benne a tehetség csírái; 14 évesen – 1819-ben – felvették a Genovai Egyetemen az irodalmi-bölcsészeti előkészítő tanfolyam kétéves képzésére. 1821-ben, egy áprilisi napon, amikor anyjával és egy régi barátjukkal a Strada Nuován sétáltak, mély benyomást tett a fiatal fiúra az, amint látta a menekülni kényszerülő olasz patriótákat. A kétéves kurzus után a jogi és az orvosi kar közül választhatott az ifjú, aki a jogot választotta. 1826-ban elküldi első cikkét a firenzei Antologiának, megkerülvén a kemény genovai cenzúrát. Írása a Dante hazaszeretetéről címet viselte, ám a firenzei lap nem merte leközölni írását. Mazzini és társai meggyőzik az Indicatore genovese szerkesztőjét, hogy könyvismertetőket jelentessen meg lapjában. A hatóság felfigyelt az ismertetőkbe bújtatott politizálásra, majd amikor rendszeres irodalmi rovattal akarták bővíteni a lapot – 1828-ban – betiltották. Mazzini ezután levelezni kezdett két livornói kortársával, Carlo Binivel és Domenico Guerrazzival, akiknek segítségével létrehozták az Indicatore livornesét. A Toszkánai Nagyhercegség liberálisabb politikát folytatott – ekkoriban és a későbbi évtizedben is több politikai menekült tartózkodott a területén –, de a radikális hangvételű lapot alig egy év után elhallgattatták.

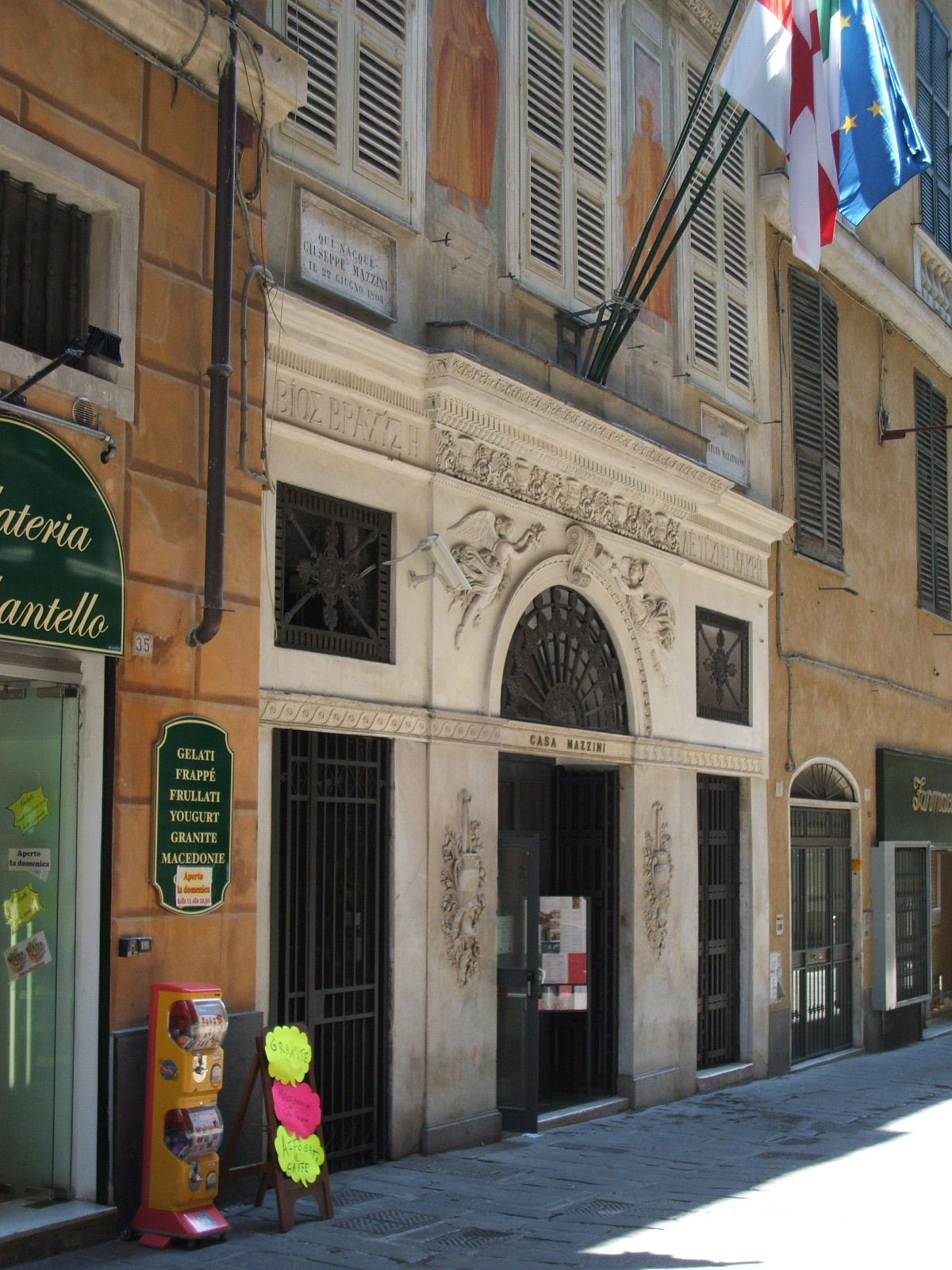
A Mazzini-ház Genovában, most a Risorgimento Múzeum található benne

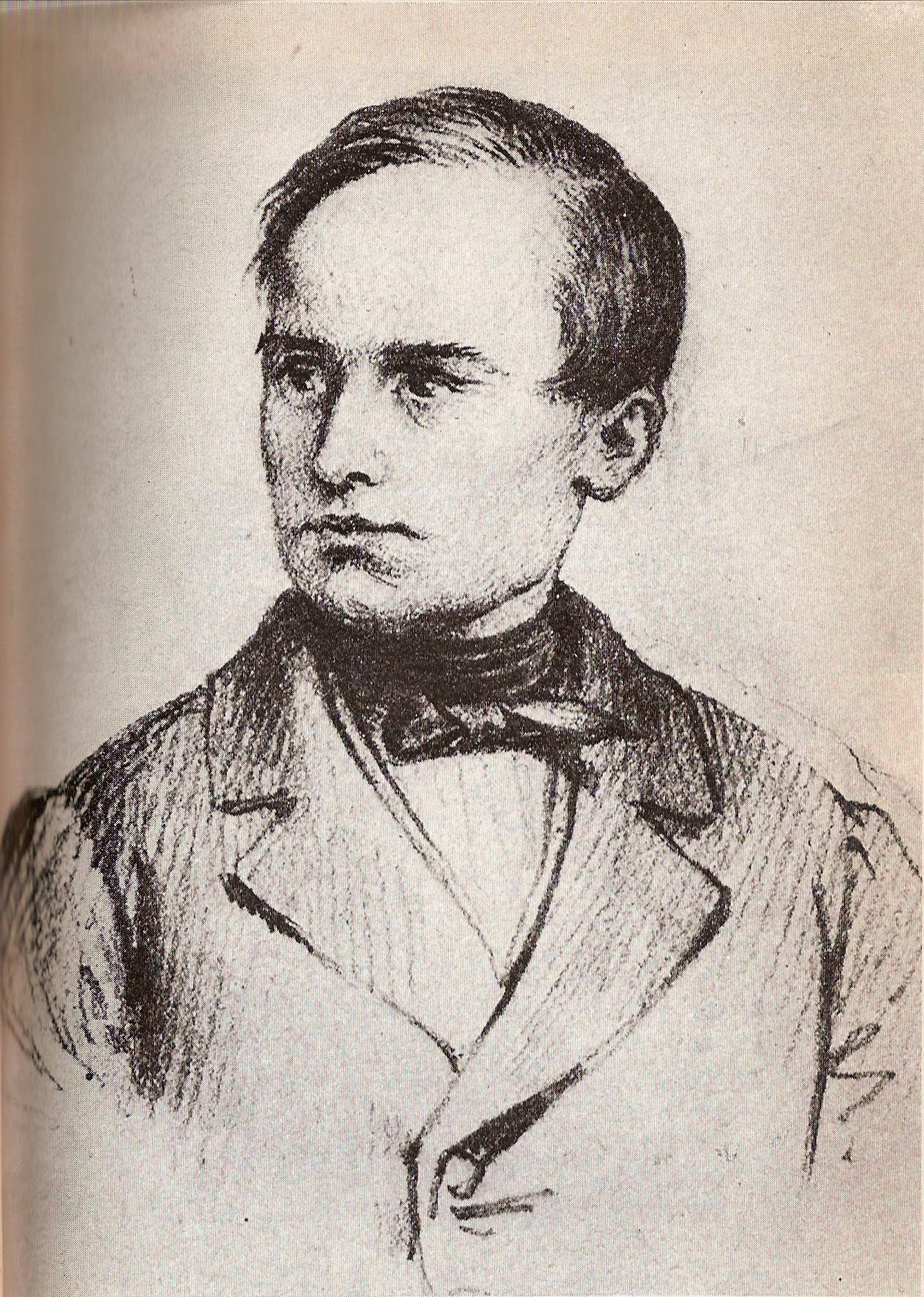
Mazzini 1830-ban

Eközben Giuseppe 1827-ben jogi diplomát szerzett és a szegények ügyvédjeként gyakorolta hivatását; ekkoriban dráma, és történelmi regényíróként képzelte el magát, azonban élete másképp kellett, hogy alakuljon. Egy barátján – Pietro Torren – keresztül csatlakozott a titkosan szerveződő calabriai összeesküvőkhöz, az úgynevezett carbonari mozgalomhoz; fő célkitűzésük az abszolutista monarchia megdöntése és Itália köztársaságként való egyesítése volt. Mazzini rossz szájízzel vált el Raimondo Doriától, aki engedélyezte a belépését; többre számított, a szervezetnek nem voltak konkrét céljai a tagok előtt. A fiatal Mazzini hamar Passano nagymester, a mozgalom vezetőjének jobbkezévé vált, 1829-ben végre lelkesülni is kezdett, mert fellendülő pályára állt a szervezet. Mazzini beszervezte Livornóból többek között két barátját, Binit és Guerrazzit, valamint Genova és Livornó mellett Lombardiában is elkezdett kiépülni a szervezet.
1830-ban feljelentették a bővülő mozgalmat. A feljelentő, a spanyol származású Raimondo Doria volt, akit a rendőrség egy asszonyszöktetés miatt tartóztatott le; a férfi feladta a mozgalom fontosabb tagjait, hogy elkerülje a büntetést. A besúgó információi alapján, a rendőrség beszivárgott. A szervezet 1830. október 21-ére elküldte Mazzinit egy bizonyos Cottin őrnagyhoz, hogy a tagot avassa be jobban a szervezetbe. A beavatás közben meglesték őket, és nem sokkal utána, november 13-án, késő este a Bavariból – a Bisagno-folyócska völgyében lévő, szüleinek és barátjának, Agostino Ruffini szüleinek nyaralójából, a baráti társaság „főhadiszállásáról” – hazatérő Mazzinit, otthonában a rendőrség várta. A terhelő bizonyítékokat könnyen eltüntette, még mielőtt a rendőrök felismerték volna, ugyanis a legtöbb iratot Bavariban őrizték; később a laktanyában felismerte a nemrég felavatott Cottin őrnagyot. Mazzinival együtt elfogták Passano nagymestert is; a fogságból Giuseppe értesítette társait a veszélyről, valamint követelte a kihallgatásokon, hogy szembesítsék Cottinnal, ugyanis a büntetőbíráskodás szabályai szerint a vádat két tanúnak kellett bizonyítania; az őrnagy szégyene miatt nem tanúskodott, így a vád nem állt meg.

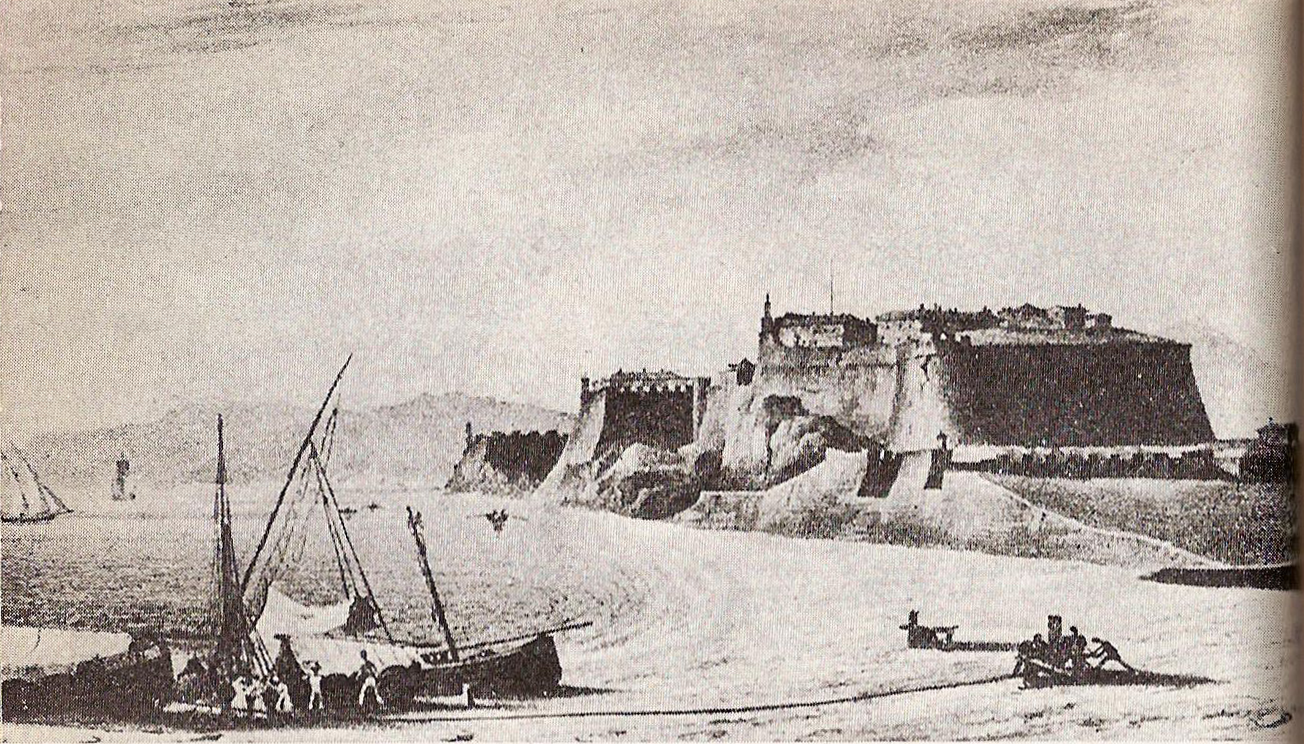
Savona vára

Mazzinit Savonában internálták, a börtönből való átszállítás közben találkozott apjával és Ruffinivel. A várbörtön első parancsnoka, egy idős katonatiszt gúnyolódott a fiatal lázadóval, ám hamar leváltották, helyére Fontana került, aki fejébe vette, hogy megtéríti az eltévelyedettet. Esténként a parancsnok lakására vitték beszélgetésre és kávézásra, emellett engedélyt kapott az olvasásra is. A fogság közben átgondolhatta politikai nézeteit, kielemezhette a hibákat, és egy új mozgalmat tervezhetett, mely a bomló carbonari-mozgalom helyébe léphetett.

## Emigrációban

### Genf és Lyon
1831. január végén apja látogatta meg a várbörtönben; tájékoztatta, hogy két szenátort bíztak meg ügye kivizsgálásával, akik feltűnően jóindulatúan kezelték az esetet. Elégtelennek nyilvánították a bizonyítékokat, így ez évben szabadult is Mazzini, de válaszút elé állították; vagy elhagyja az országot, vagy egy vidéki, a tengerparttól távolabb eső kisvárosba költözik - ahol valószínűleg aktív megfigyelés alá vonták volna –. Mazzini 1831. február 10-én anyai nagybátyjával, Bartolomeo Albertivel együtt elhagyta Itáliát; Genfbe mentek, ahonnan Párizsba terveztek továbbutazni, az "olasz emigráció fővárosába". Ekkoriban egy osztrák besúgó, a népszerűsödő Mazzinit ekképpen jellemezte:

Egy genfi olasz emigráns tanácsára Lyonba utaztak, hogy Giuseppe a Főnix kávéházban találkozzon patrióták egy csoportjával. A város munkásai között ekkoriban zúgolódás volt, így az emigránsok könnyen tudtak önkénteseket toborozni az olasz ügy számára. A szervezők között voltak görög és spanyol veteránok, az 1821-es piemonti lázadás vezetői és katonái, valamint sok más akkoriban az emigránsok körében neves személy. Tervük az 1821-es ideálok felélesztése, Lombardia felszabadítása és az északolaszországi alkotmányos királyság megteremtése. A piemonti nemesi emigránsok fő jelöltje Károly Albert, akkori trónörökös volt, aki bár korábban visszautasította az ügyhöz való csatlakozást, mégis reménykedve tekintettek rá a rebellisek. Az 1830-as forradalomban trónra kerülő Lajos Fülöp király hallgatólagos beleegyezését adta a tervezett felkelésre, így a felkelők – köztük Mazzini – nyilvánosan mozgolódtak és szervezkedtek a városban, de Metternich osztrák államférfi közbenjárására hamarosan tiltórendeletek kerültek ki az utcákra. Ennek ellenére, Mazzini javaslatára, egy kétezer fős csoportot útnak indítottak Itália felé, de a francia lovasság feltartóztatta a kis csapatot, lefegyverezte és szétoszlatta az önkénteseket. Ezután az emigránsoknak el kellett hagyniuk Lyont; a legelszántabbak Korzika szigetére utaztak,  mely korábban Genovai Köztársasághoz tartozott. Innen kívánták támogatni a közép-olaszországi forradalmi mozgolódást. Giuseppe immár nagybátyja kísérete nélkül utazott; Korzikán sikertelenül próbáltak a felkelők javára munkálkodni, az osztrák csapatok leverték a felkelést, és restaurálták a hatalmat. Nem volt a továbbiakban értelme a Korzikán maradásnak.

### AzIfjú Olaszországmegteremtése
Marseille-be utazott, ahol gyorsan elismert lett az emigránsok körében, hamarosan a szellemi vezetőjükké is vált. A köztudatba akkor került a neve, amikor szabadulása nyarán, egy nyílt levelet írt a frissen hivatalba lépett Károly Albert szárd-piemonti királynak, melyben követelte, hogy országának adjon alkotmányt, engedélyezze egy felelős kormány felállítását és űzze ki a Habsburg Birodalmat Itáliából, ezzel együtt egyesítse is az olasz nemzetet. A király elutasította a levél tartalmát, valamint körözést adatott ki Mazzini ellen. Ennek hatására alapította meg, a fiatal rebellis, 1831 júniusában a Giovine Italia elnevezésű – republikánus és nacionalista szellemű – politikai mozgalmat.